# Tipperne (dokumentarfilm)
|  | Denne artikel er oprettet af botten Steenthbot ud fra en ekstern database. Den kan derfor have sproglige fejl eller mangler. Denne skabelon kan fjernes efter kontrol af indholdet. |

Tipperne er en dansk dokumentarfilm fra 1989 instrueret af Jan Petersen og John Sandberg efter deres manuskript.

## Handling
Naturfilm. En fotografisk smuk og omfattende rapport om det rige og varierede fugleliv på nogle af de største strandenge i den sydlige del af Ringkøbing Fjord. Tipperne er et af Danmarks ældste naturreservater, oprettet for at beskytte tilværelsen for fuglene. I filmen beskrives fuglene og deres liv, som for det meste er leg og idyl, men også en indbyrdes kamp for at overleve. En gang om året forstyrres livet af jægerne, der ligger på lur med haglgeværet lige uden for reservatet.